# Гамбійський даласі
Даласі — грошова одиниця Гамбії. 1 даласі дорівнює 100 бутутам. Код ISO 4217 — GMD.
У готівковому обігу перебувають банкноти номіналом в 1, 5, 10, 25, 50, 100 даласі. Банкноти одного номіналу мають по декілька модифікацій (серій випуску), тому в обігу на території Гамбії перебувають не 6 видів купюр, а понад 20.
Особливістю дизайну гамбійських банкнот є те, що на відміну від більшості африканських держав, що зображують на своїх грошових знаках політичних діячів та національних героїв, на банкнотах Центрального банку Гамбії присутні зображення птахів.

## Історія
До 1964 року грошовою одиницею в Гамбії був західноафриканський фунт, що дорівнював фунту стерлінгів. 13 травня 1964 року було засновано Управління грошового обігу Гамбії, до якого перейшли функції емісії нової грошової одиниці — гамбійського фунта. 1 березня 1971 почав свою діяльність Центральний банк Гамбії, до якого перейшли емісійні функції. 1 липня 1971 оголошено про заміну гамбійського фунта новою грошовою одиницею — даласі.
Даласі введено замість гамбійського фунта, у співвідношенні: 1 фунт = 5 даласі, тобто 1 даласі = 0,2 фунта = 4 шилінги.

## Банкноти
На банкнотах Гамбії 2006 року випуску посилено ступінь захисту і більш яскраво та крупно виділений номінал купюр.
| Аверс | Реверс | Номінал    | Розміри, мм | Аверс                                               | Реверс                                                                                  |
| ----- | ------ | ---------- | ----------- | --------------------------------------------------- | --------------------------------------------------------------------------------------- |
|       |        | 5 Даласі   | 132 х 69    | Рибалочка Megaceryle maxima та портрет дівчини      | Стадо на випасі                                                                         |
|       |        | 10 Даласі  | 138 х 72    | Ібіс (Threskiornis aethiopicus) та портрет хлопчика | Будівля Центрального банку Гамбії (на банкнотах ранніх випусків — дослідницька станція) |
|       |        | 25 Даласі  | 145 х 75    | Бджолоїдка (Merops nubicus) та портрет чоловіка     | Будівля Палати представників Гамбії                                                     |
|       |        | 50 Даласі  | 150 х 78    | Одуд та портрет жінки                               | Кам'яні кола в Сенегамбії                                                               |
|       |        | 100 Даласі |             | Папуга Poicephalus senegalus та портрет чоловіка    | Тріумфальна арка в Банжулі                                                              |

### Пам'ятні банкноти
1 Даласі (1978) — відкриття будівлі Центрального банку Гамбії в Банджулі президентом сером Давдою Джаварою.
20 Dalasis (2014) — 20 років прогресу та опори на власні сили під час диктатури Ях'ї Джамме. 

### Монети
1971 року в Гамбії були випущені монети номіналом в 1, 5, 10, 25 і 50 бутутів та 1 даласі. Дизайн реверса 3-х монет вищого номіналу був узятий із відповідних номіналів попередньої валюти (1, 2 і 4 шилінги), дизайн реверса трьох монет нижчого номіналу відповідно — монети 6, 1 і 3 пенси. Нова монета в 1 даласі була введена у 1987 році, за зразком 50-пенсової монети Сполученого Королівства Великої Британії та Північної Ірландії.
У теперішній час здійснюється випуск лише монет 25, 50 бутутів та 1 даласі, з 1998 року припинено введення в обіг монет 1, 5 і 10 бутутів.